# Dover House

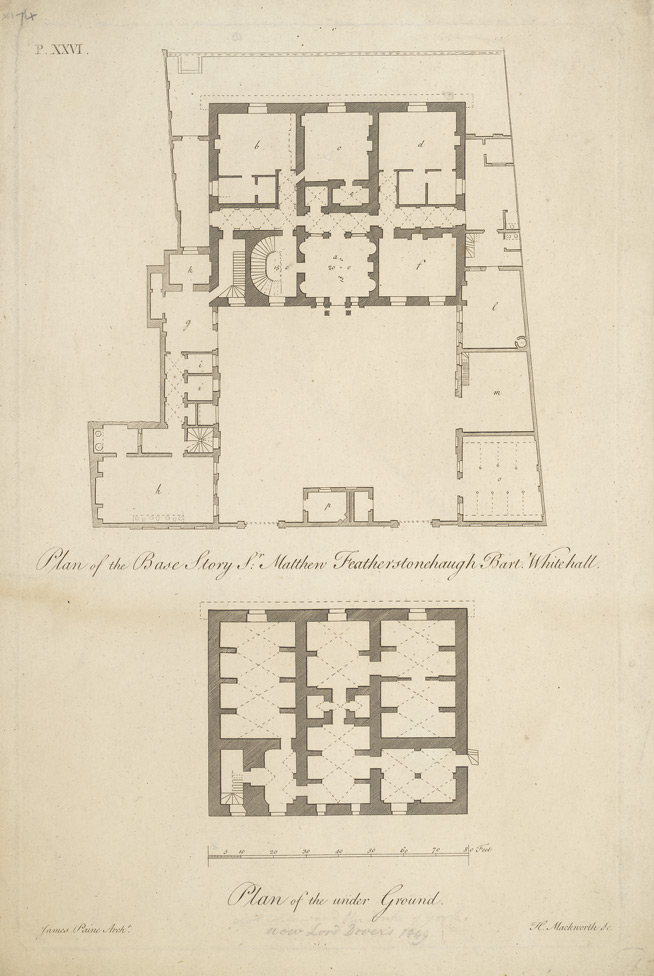
Plantas da cave e piso térreo tal como foram inicialmente construídos para Sir Matthew Featherstonehaugh.

Dover House é um palácio de Londres situado no lado oeste da Whitehall, imediatamente a sul da Casa do Almirantado. A fachada das traseiras fica de frente para a Parada dos Guardas a Cavalo. É um listed building classificado com o Grau I. 

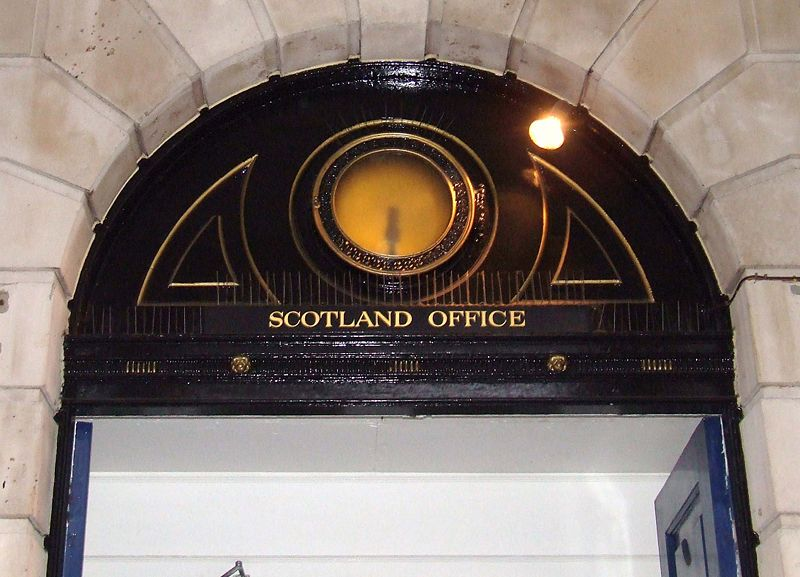
Entrada de Dover House ostentando a placa do Scotland Office.

O palácio foi desenhado por James Paine para Sir Matthew Featherstonehaugh, baronete e deputado, na década de 1750, e remodelado por Henry Holland para Frederick, Duque de York e Albany entre 1788 e 1792. Também serviu de residência ao Embaixador da França e ao poeta romântico Lord Byron. O seu elemento mais notável é um vestíbulo de entrada em forma de rotunda inserido no antigo pátio por Holland, o que constitui uma abordagem única nos palácios londrinos.
O edifício pertenceu à família Melbourne entre 1793 e 1830. Os últimos proprietários privados foram os Dover, cujo nome o palácio reteve. A família Dover manteve a posse do palácio entre 1830 e 1885, quando este se tornou no Scottish Office. Quando a Escócia recuperou o seu parlamento, em 1999, Dover House continuou a acolher o reformado Scotland Office.

## Ligação externa
- Informações sobre Dover House na página oficial do Scotland Office